# Semd
Semd is een plaats in de Duitse gemeente Groß-Umstadt, deelstaat Hessen, en telt 1806 inwoners.